# Ternat (Francja)
Ternat – miejscowość i gmina we Francji, w regionie Grand Est, w departamencie Górna Marna.
Według danych na rok 1990 gminę zamieszkiwało 40 osób, a gęstość zaludnienia wynosiła 5 osób/km².